# Ifosfamid
Ifosfamid är en kemisk förening med formeln C7H15Cl2N2O2P. Ämnet är ett cytostatikum (celltillväxt-hämmande medel) mot maligna tumörer. Läkemedlet förvandlas till aktiva metaboliter i levern, dock är närmare verkningsmekanism fortfarande okänd.
Biotillgängligheten är 100%.